# 岡山県道250号山口山陽線
岡山県道250号山口山陽線（おかやまけんどう250ごう やまぐちさんようせん）は、岡山県赤磐市を通る一般県道である。

## 概要
赤磐市山口と岡山県赤磐市下市を結ぶ。

### 路線データ
- 起点：岡山県赤磐市山口（岡山県道53号御津佐伯線交点）
- 終点：岡山県赤磐市下市（下市交差点、岡山県道27号岡山吉井線交点）

## 路線状況

### 道路施設

#### 橋梁
- 新西山橋（赤磐市）
- 下市橋（砂川、赤磐市）

## 地理

### 通過する自治体
- 岡山県
  - 赤磐市

### 交差する道路
| 交差する道路           | 交差する場所 | 交差する場所      |
| ---------------------- | ------------ | ----------------- |
| 岡山県道53号御津佐伯線 | 山口         | 起点              |
| 岡山県道27号岡山吉井線 | 下市         | 下市交差点 / 終点 |

### 沿線
- 備前西山郵便局
- 赤磐市立山陽小学校（終点付近）
- 赤磐市役所（終点付近）